# 保爾丁號驅逐艦 (DD-22)
保爾丁號驅逐艦（舷號DD-22）是一艘隸屬於美國海軍的驅逐艦，為保爾丁級驅逐艦的首艦。她是美軍第一艘以保爾丁為名的軍艦，以紀念1812年戰爭時美國海軍少將海林·保爾丁（Hiram Paulding）。
保爾丁號在1909年於巴斯鋼鐵廠開始建造，在1910年下水服役。接著保爾丁號一直留在大西洋執勤。美國參與第一次世界大戰後，保爾丁號被派往新英格蘭、英國及愛爾蘭海域，掩護協約國商船。戰後保爾丁號在1919年退役，在1924年轉到美國海岸防衛隊服役，期間曾意外撞沉S-4號潛艇。1930年保爾丁號回歸海軍，繼續維持退役狀態，直到1934年除籍，並按倫敦海軍條約出售拆解。